# Ходзоин-рю
Ходзоин-рю (яп. 宝蔵院流) — древняя школа содзюцу, классическое японское боевое искусство (корю), основанное около 1560 года Ходзоином Какудзэнбо Иннэем (яп. 宝蔵院 胤栄, 1521—1607).

## История
Школа Ходзоин-рю является классической школой содзюцу, основанной около 1560 года в середине периода Сэнгоку буддистским монахом храма Кофуку-дзи Ходзоином Какудзэнбо Иннэем. Ходзоин Какудзэнбо Иннэй служил охранником всех храмов города Нара и был главой святыни Ходзоин. Он обожал боевые искусства и обучался искусству фехтования. В то же время Ходзоин Какудзэнбо обучался у Дайдзэндая Моритада (яп. 大膳太夫盛忠), мастера копья. Под его руководством Иннэй оттачивал своё мастерство содзюцу.

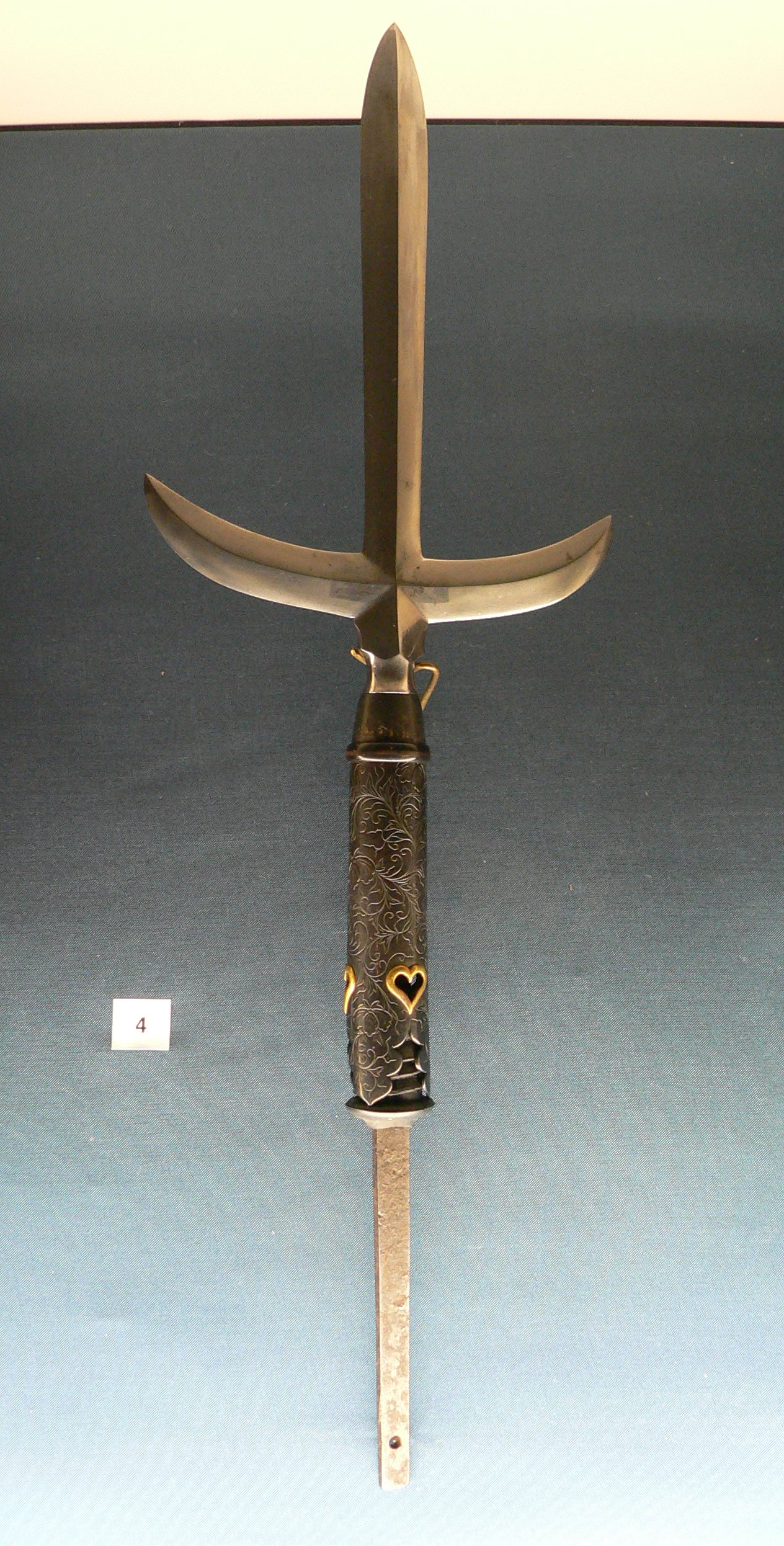
Кама яри

Согласно легенде, однажды вечером погруженный в мысли Ходзоин Иннэй, глядя на собственное отражение с копьём в темной воде пруда Сарусава, увидел отражение полумесяца, перечёркивающего его копьё. При виде этой картины на него снизошло вдохновение: на основе этого образа Ходзоин создал копьё с крестообразным остриём. По его представлению такая форма копья была крайне эффективным средством борьбы. Благодаря этому новому типу оружия, известного как дзюмондзи-яри (яп. 十文字槍), он основал школу Ходзоин-рю.
Руководство над школой и храмом Ходзоин Иннэй передал другим монахам своего ордена, таким как Ходзоин Инсюн (1589—1648), Ходзоин Инсэй (1624—1689), Ходзоин Инфу (1682—1731) и Ходзоин Инкэн (1746—1808).
Позже учения Ходзоин-рю содзюцу были переданы Накамуре Наомаса, а затем самураю Такада Матабэю Ёсицугу (яп. 高田 吉次, 1590—1671). Три лучших ученика Такады переехали в город Эдо, где и продолжили развивать искусство. Репутация школы распространилась по всей стране, и число её учеников начало резко увеличиваться. Как и любое боевое искусство Ходзоин-рю содзюцу передавалось от поколения к поколению, совершенствуясь и обрастая новыми додзё.
К концу сёгуната Токугава в Японии существовало большое число последователей Ходзоин-рю содзюцу, обучавших искусству в учебно-тренировочных центрах сёгуната. В XIX век школа была возрождена и обновлена благодаря Такэда Сокаку.
В 1976 году Ходзоин-рю содзюцу в конце концов вернулось на родину, в город город Нара. В 1991 году 20-м главой школы был назначен Кагита Тюбэй (яп. 鍵田 忠兵衛), который руководил традициями школы вплоть до своей смерти 16 декабря 2011 года. Его преемником, 21-м сокэ, стал Дзюндзо Ития (яп. 一箭 順三, родился в 1949 году).

## Техника школы
Содзюцу Ходзоин-рю разделяется на три уровня, каждый из которых содержит определённое количество ката.
Омотэ и Ура — по 14 ката:
1. Тоё (яп. 到用);
2. Итидзицу (яп. 一挽);
3. Нэнгэ (яп. 粘花);
4. Гока (яп. 五個);
5. Ханкамури (яп. 半冠);
6. Дзикка (яп. 十箇);
7. Макияри (яп. 巻槍);
8. Айкураи (яп. 相位);
9. Хики-отоси (яп. 引落);
10. Куда (яп. 管);
11. Цуки-нукэ (яп. 突抜け);
12. Уроко (яп. 鱗);
13. Айдзу-ёби (яп. 合図呼び);
14. Томэ (яп. 遠目).

Набор из 7 новых ката:
1. Гяку-Сурикоми (яп. 逆摺込み);
2. Нукэ-Цуки(яп. 抜け突き);
3. Ирэ-Тигаи (яп. 入れ違い);
4. Утэ-Цуки (яп. 右手突き);
5. Э-гавси (яп. 柄返し);
6. Хая-Ума (яп. 早馬);
7. Хи-Тё (яп. 飛鳥).